# David Card
Pour les articles homonymes, voir Card.
David Card, né en 1956, est un économiste du travail canadien, et professeur à l'université de Californie à Berkeley. Il est connu pour son utilisation de la méthode des expériences naturelles pour identifier l'effet de l'immigration ou encore du salaire minimum sur le marché du travail.

## Biographie
David Card obtient son Bachelor of Arts à l'Université Queen's (Kingston, Ontario) en 1978 et son Ph.D. en sciences économiques en 1983 à l'Université de Princeton.
Entre 1988 et 1992, Card est directeur de rédaction du Journal of Labor Economics. De 1993 à 1997, il est codirecteur de la revue Econometrica. Il obtient le prix Doug Purvis de l'association canadienne d'économique en 1994, et la médaille John Bates Clark en 1995.
Au début des années 1990, Card obtient une certaine notoriété, ainsi que son collègue d'alors à Princeton, Alan Krueger, à la suite d'une étude sur le salaire minimum. Card et Krueger remettent en cause une des conclusions les plus largement acceptées parmi les économistes, celle que l'augmentation du salaire minimum provoque mécaniquement l'augmentation du taux de chômage. En étudiant l'évolution de l'emploi dans la restauration rapide dans le New Jersey et les États limitrophes avant et après l'augmentation du salaire minimum dans le New Jersey, ils parviennent à la conclusion que cette augmentation n'a eu aucun impact sur le niveau de l'emploi dans cette branche. Les conclusions de Card et Krueger ne sont pas universellement acceptées, mais elles bénéficient d'un crédit considérable chez la plupart des économistes, comme Joseph Stiglitz,.
En utilisant une méthode semblable, Card montre également qu'une vague soudaine d'immigration peut n'avoir aucun effet sur le taux de chômage. Lors de l'exode de Mariel de 1980, près de 130 000 réfugiés quittent Cuba pour les États-Unis, dont la moitié s'installe à Miami. L'exode constitue une expérience naturelle permettant de mesurer la capacité d'absorption d'une économie (ici, la ville de Miami) à un choc externe (l'augmentation subite et imprévue de la population). Dans son étude, Card compare l'évolution du taux de chômage et des salaires à Miami avec quatre autres villes possédant des caractéristiques voisines, mais non affectées par l'exode. Si, entre avril et juillet 1980, le taux de chômage augmente brusquement, passant de 5 % à 7,1 %, l'étude portant sur la période 1979-1981 parvient à une conclusion opposée : à Miami, il diminue de 1,2 points (de 5,1 à 3,9 %), tandis que dans les villes-témoins, il ne diminue que de 0,1 point (de 4,4 à 4,3 %). Pour la population noire (la moins qualifiée et a priori la plus vulnérable à cette nouvelle concurrence), l'augmentation du taux de chômage est plus faible à Miami que dans les villes-témoins. Les résultats sont similaires pour les salaires. Les conclusions de Card vont à l'encontre de l'idée que la quantité de travail est fixe, critique qui peut être utilisée pour mettre en question les thèses favorables au partage du travail ; cependant, dans le cas qu’il étudie, le nombre de consommateurs augmente, ce qui augmente la demande[réf. souhaitée].
Card fait d'autres contributions significatives au sujet de l'immigration, de l'éducation, de la formation professionnelle et de l'inégalité.
En octobre 2021, il reçoit conjointement le prix Nobel d'économie.

## Honneurs et récompenses
David Card est lauréat de la médaille John Bates Clark en 1995 et partage, avec Alan B. Krueger, en 1996 le Prix IZA du jeune économiste du travail.
Il est l'un des trois lauréats du Prix de la Banque de Suède 2021 avec Joshua Angrist et Guido Imbens.